# Aspettando la pioggia
(Sheila Gordon, Aspettando la pioggia, tratto dalle ultime righe del libro.)
Aspettando la pioggia (Waiting for the Rain) è un romanzo per ragazzi di Sheila Gordon. Pubblicato nel 1987, la traduzione in italiano è  del 1992.

## Trama
Sudafrica, due ragazzi, Frikkie bianco e figlio di proprietari terrieri trascorre le vacanze con Tengo, nero e figlio di lavoratori della fattoria.
Hanno entrambi tredici anni, sono molto amici, ma i loro sogni sono diversi e si separano, Tengo va a vivere a Johannesberg con i suoi parenti perché vuole istruirsi.
Tre anni dopo l'esercito e poliziotti armati cominciano ad arrestare uccidere giovani innocenti, allora gli studenti cominciano a stancarsi e danno inizio a delle rivolte e i poliziotti chiudono le scuole. Ma Tengo va fino in fondo alla meta che si è prefisso: istruirsi.
Suo cugino, Joseph, che fa parte dell'ANC (African National Congress) gli propone di andare con lui a Lusaka per andarsi ad istruire in un altro paese. Tengo accetta ma mentre stanno scappando rimangono coinvolti in una rivolta, Tengo è rincorso da un soldato; si nasconde in una baracca abbandonata ma il soldato lo insegue, nel buio riesce a colpirlo con un tubo metallico, il soldato cade svenuto. Nel momento in cui il soldato si riprende Tengo si accorge che è il suo amico Frikkie; allora cominciano a discutere sul perché le persone di colore sono trattate male. 
Più tardi, quando nessuno è in circolazione, Tengo decide di lasciare andare via il suo amico; e dopo torna a casa di sua zia.

## Edizioni in italiano
- Sheila Gordon, Aspettando la pioggia, traduzione di Lucio Angelini; illustrazioni di Cinzia Ghigliano, Einaudi ragazzi, Trieste 1992